# Empiriker (Ärzteschule)
Als Empiriker (griechisch ἐμπειρικὴ ἀγωγή „empirische Schule“, wie „Empirie“ zu altgriechisch ἐμπειρία empeiría, „sinnlich verinnerlichte Erfahrung, ästhetisch erschlossenes Erfahrungswissen“), auch Schule der Empiriker, wird eine um 200 v. Chr. tätige antike Ärzteschule bezeichnet, die etwa um 250 v. Chr. durch Philinos von Kos und Serapion von Alexandria begründet wurde, sich aber auf Hippokrates beruft. Diese Medizinschule lehnte sich von Anfang an eng an die skeptische Philosophie an, ihre Anhänger lehnten daher jede ätiologische Forschung ab. Besondere Wirksamkeit entfaltete die Schule in der Therapie, vor allem in der Pharmakologie. Gelegentlich wird der Philosoph Sextus Empiricus dieser Schule zugeschrieben. In seinem Hauptwerk Πυρρώνειοι ὑποτυπώσεις (pyrrhōneioi hypotypōseis) – übersetzt etwa: Grundzüge der pyrrhonischen Skepsis – legt dieser jedoch dar (Buch I, § 236–241, Absatz 236), „dass sie weder mit der Skepsis identisch ist, noch es für den Skeptiker konsequent wäre, diese Lehrmeinung zu übernehmen. Eher könnte er sich, wie mir scheint, der sogenannten methodischen Schule anschließen.“
Die empirische Schule war entstanden, nachdem die Schulen der Erasistrateer und der Herophileer die praktische Heilkunde zwar nicht vernachlässigt, jedoch sich in der Theorie verloren hatten und das Studium der Anatomie eingeschlafen war. Methodische Grundlage der Empiriker waren die aus Beobachtung und Erprobung aufgebaute Erfahrung sowie der Analogieschluss.
Weitere Empiriker waren (gemäß Aulus Cornelius Celsus) Apollonios von Kition, Glaukias von Tarent (um 175 v. Chr., Verfasser eines Hippokrateslexikons und von Kommentaren zu hippokratischen Schriften) und Herakleides von Tarent sowie Apollonius der Ältere (um 175 v. Chr.) aus Antiochia am Orontes. Auch Nikandros aus Kolophon und Krateuas waren Verfasser empirischer Schriften.
Mit den Lehren der Empiriker setzte sich der römische Arzt Galenos in seinen Schriften polemisch auseinander.